# Barcani
Barcani [barˈkanʲ] (veraltet Bărcani; ungarisch Zágonbárkány) ist eine Gemeinde im Kreis Covasna, in der Region Siebenbürgen in Rumänien.

## Geographische Lage

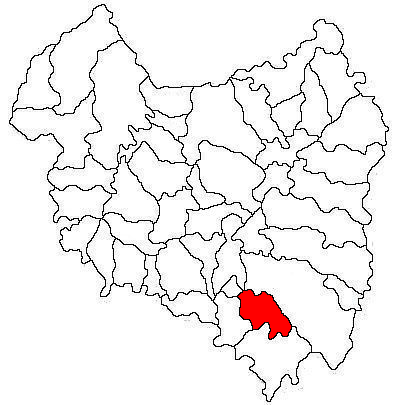
Lage der Gemeinde Barcani im Kreis Covasna

Die Gemeinde Barcani liegt in den Südostausläufern des Întorsura Gebirges – ein Teilgebirge der Ostkarpaten – im Süden des Kreises Covasna. Am gleichnamigen Bach und am Drum național 13E befindet sich das Gemeindezentrum drei Kilometer nordöstlich von der Kleinstadt Întorsura Buzăului (Bodsau) und etwa 45 Kilometer südöstlich von der Kreishauptstadt Sfântu Gheorghe (Sankt Georgen) entfernt.

## Geschichte
Der mehrheitlich von Rumänen bewohnte Ort Barcani wurde erstmals 1874 urkundlich erwähnt.
Laut dem Verzeichnis historischer Denkmäler des Ministeriums für Kultur und nationales Erbe (Ministerul Culturii și Patrimoniului Național) wird auf dem Gebiet des Ortes Barcani, bei von den Einheimischen genanntem Areal Carteier Constanda, eine Besiedlung aus der Jungsteinzeit vermerkt.
Zur Zeit des Königreichs Ungarn gehörte Dobârlău dem Stuhlbezirk Orbai in der Gespanschaft Háromszék (rumänisch Comitatul Trei-Scaune). Anschließend gehörte Micfalău dem historischen Kreis Trei-Scaune (deutsch Drei Stühle) und ab 1950 dem heutigen Kreis Covasna an.
Unter den Projekten von 2016 bis 2020 der Gemeinde Barcani war auch vorgesehen, dass das Abwassernetz im Gemeindezentrum und das Trinkwassernetz im eingemeindeten Dorf Lădăuți (ungarisch Ladóc) fertiggestellt werden sollen.
Die Städtepartnerschaft mit der französischen Gemeinde Monceaux wurde nach einigen Jahren unterbrochen, sodass Barcani zurzeit keine Partnerschaften mehr führt.

## Bevölkerung
Die Bevölkerung der Gemeinde Barcani entwickelte sich wie folgt:
| 1930 | 2.371 | 2.203 | 120 | 2 | 46  |
| 1941 | 3.038 | 2.895 | 97  | 7 | 39  |
| 1977 | 3.587 | 3.452 | 48  | - | 87  |
| 2002 | 3.836 | 3.822 | 14  | - | -   |
| 2011 | 3.688 | 3.523 | 7   | - | 158 |
| 2021 | 3.822 | 3.302 | -   | - | 520 |

Seit 1930 wurde auf dem Gebiet der Gemeinde Barcani die höchste Einwohnerzahl und die der Rumänen 2002 ermittelt. Die höchste Anzahl der Magyaren wurde 1930, die der Roma (219) 2021 und die der Rumäniendeutschen (7) 1941 registriert.